# Gare de Villefranche-de-Rouergue
Gare de Villefranche-de-Rouergue vasútállomás Franciaországban, Villefranche-de-Rouergue településen.

## Vasútvonalak
Az állomást az alábbi vasútvonalak érintik:
- Brive-la-Gaillarde–Toulouse-vasútvonal

## Kapcsolódó állomások
A vasútállomáshoz az alábbi állomások vannak a legközelebb:
- Gare de Najac
- Gare de Villeneuve-d'Aveyron
- Gare de Salles-Courbatiès